# Поречье (Холмский район)
Поречье — опустевшая деревня в Холмском районе Новгородской области России. Входит в Морховское сельское поселение.

## История
В 1964 г. Указом Президиума ВС РСФСР деревня Мошонкино переименована в Поречье.
В соответствии с законом Новгородской области от 11 ноября 2005 года № 559-ОЗ Поречье вошло в состав образованного Морховского сельского поселения.

## География
Находится у реки Малый Тудер.

## Население
| 2010 |
| ---- |
| 0    |

## Транспорт
Выезд на дорогу межмуниципального значения 49К-1916 Холм — Морхово — Большое Ельно.